# Josué y la tierra prometida
Josué y la tierra prometida (título original: A terra prometida) es una telenovela brasileña producida y transmitida por RecordTV desde el 5 de julio de 2016 hasta el 13 de marzo de 2017. Es sucesora de Moisés y los diez mandamientos. 
Escrito por Renato Modesto, Aimar Labaki, Ecila Pedroso, Jaqueline Vargas, Marcos Lazarini, Stephanie Mendes, con la colaboración de Cristiane Cardoso y dirección general de Alexandre Avancini. 
Esta telenovela es una adaptación libre del Libro de Josué, que desde el punto de vista cinematográfico está muy bien estructurada y tiene una línea estética muy atractiva y coherente, pero que dista bastante del relato de la vida y labor de Josué que se encuentra descrito en el Antiguo Testamento.

## Argumento
Después de la muerte de Moisés, Josué (Sidney Sampaio) se convierte en el nuevo líder de los hebreos. Él es un guerrero experimentado, muy valiente, determinado, y con mucha fe. Pese a no ser una tarea fácil, Dios encomienda a Josué a conducir al pueblo de Israel (conformado por doce tribus) a la tierra de Canaán, para lo cual contará con la ayuda del sumo sacerdote Eleazar (Bernardo Velasco), Caleb (Milhem Cortaz), líder de la tribu de Judá, y los demás jefes de cada una de las tribus hebreas, entre ellos Quemuel (Raymundo de Souza), líder de Efraín; Haniel (Paulo César Grande), líder de Manasés; Boán (Tatsu Carvalho), líder de Rubén; Elidad (Guilherme Leme), líder de Benjamín; Pedael (Ernani Morales), líder de Neftalí; y Ahiud (Fábio Villa Verde), líder de Aser, cuyo yerno, Elói (Cláudio Gabriel), se encuentra constantemente en compañía del líder hebreo.
En el contexto de las campañas para conquistar Canaán, Josué vive una emocionante historia de amor con Aruna (Thaís Melchior), una mujer valiente, hábil con la espada y capaz de luchar junto a los soldados masculinos cuando considera necesario. Pero los problemas surgen cuando su hermana adoptiva Samara (Paloma Bernardi), también se enamora de Josué, y con la complicidad de su madre Léia (Beth Goulart), buscará hacer de todo para separar a la pareja.
Entre algunas campañas militares para conquistar la tierra de Canaán, Josué, los líderes tribales, y todo el pueblo hebreo, se enfrentarán con diversos enemigos, entre ellos Jericó, Hai, una coalición de cinco reyes creada por Adonisedec, rey de Jerusalén, entre otras. Luego de todas las batallas llevadas a cabo, Josué y los líderes tribales deciden repartir la tierra conquistada, y aún por conquistar, entre cada una de las doce tribus.

## Elenco

### Elenco principal
| Actores/Actrices    | Personaje                                                                                             |
| ------------------- | --- |
| Sidney Sampaio      | Josué: Líder de los hebreos, esposo de Aruna.                                                         |
| Thaís Melchior      | Aruna: hebrea, esposa de Josué, hija de Quemuel y Yana.                                               |
| Paloma Bernardi     | Samara: hebrea, hermana de Eliéber y Tobías, media hermana de Aruna, hija de Quemuel y Léia.          |
| Beth Goulart        | Léia: esposa de Quemuel, madre de Samara, Eliéber y Tobías.                                           |
| Raymundo de Souza   | Quemuel: líder de la tribu de Efraín, esposo de Léia, padre de Eliéber, Tobías, Samara y Aruna.       |
| Milhem Cortaz       | Caleb: líder de la tribu de Judá, padre de Iru y Acsa, marido de Noemí, mejor amigo de Josué.         |
| Rafael Sardão       | Salmón: hebreo, esposo de Rahab, padre de Boaz, hermano mayor de lila y exprometido de Jessica.       |
| Miriam Freeland     | Rahab: Cananea, ramera de Jericó, Esposa de Salmón, Madre de Boaz, Hija de Mila y Orias.              |
| Paulo César Grande  | Haniel: líder de la tribu de Manasés, esposo de Tirsa, padre de Gael y Maquir.                        |
| Nívea Stelmann      | Noemí: esposa de Caleb, madre de Iru y Acsa.                                                          |
| Maytê Piragibe      | Jessica: hebrea, exnovia de Salmón, futura esposa de Iru, hija de Elías.                              |
| Cláudio Gabriel     | Elói: ayudante de Josué, esposo de Yona, Futuro líder de la tribu de Aser.                            |
| Raphael Viana       | Tobías: hebreo malvado, hijo de Quemuel y Léia, hermano de Elieber y Samara, medio hermano de Aruna.  |
| Bernardo Velasco    | Eleazar: sumo sacerdote hebreo, esposo de Inés, padre de Fineas.                                      |
| Brendha Haddad      | Inés: esposa de Eleazar, madre de Fineas, Matriarca pueblo hebreo.                                    |
| Ricky Tavares       | Zaqueo: hebreo, esposo de Chaia, futuro líder de la tribu de Efraín.                                  |
| Juliana Boller      | Chaia: hebrea, esposa de Zaqueo, hija de Darda.                                                       |
| Marisol Ribeiro     | Acsa: hija de Caleb y Noemí, hermana de Iru, esposa de Otniel.                                        |
| Kadu Moliterno      | Acán: hebreo traidor, padre de Gibar y de Malaquías y mensajero de tibar y de yussuf                  |
| Rodrigo Phavanello  | Gibar: hebreo traidor, hijo de Acán.                                                                  |
| Gabriel Gracindo    | Malaquías: hebreo traidor, hijo de Acán, Espía hebreo de Jericó.                                      |
| Luciana Braga       | Yana: hebrea, madre de Aruna, ex amante de Quemuel.                                                   |
| Elizângela ✝        | Milá: cananea, madre Rahab y sus 3 hermanos, esposa de Orias.                                         |
| Walter Breda        | Orias: cananeo, padre de Rahab y sus 3 hermanos, esposo de Milá.                                      |
| Guilherme Boury     | Irú: hijo de Caleb y Noemí, esposo de Jessica, exnovio de Melina, futuro líder de la tribu de Judá.   |
| Leonardo Miggiorin  | Otniel: esposo de Acsa, hijo de Quenaz y Yarin, futuro Juez de Israel.                                |
| Ernani Moraes       | Pedael: esposo de Nezia, padre de Isaac y Temá, líder de la tribu de Neftalí.                         |
| Guilherme Leme      | Elidad: esposo de Laila, padre de Livana, líder de la tribu de Benjamín.                              |
| Valéria Alencar     | Laila: esposa de Elidad, madre de Livana.                                                             |
| Letícia Medina      | Livana: hija de Elidad y de Laila, esposa de Rune, Exnovia de Maquir.                                 |
| Day Mesquita        | Yoná: esposa de Eloi, hija de Aiud y Mara, Mejor amiga de Aruna.                                      |
| Alexandre Slaviero  | Maquir: hebreo, hijo mayor de Haniel, hermano de Gael, Exnovio de Livana.                             |
| Fábio Villa Verde   | Aihúd: líder de la tribu de Aser, esposo de Mara, padre de Iona.                                      |
| Cristiana Oliveira  | Mara: esposa de Aihúd, madre de Iona, suegra de Elói.                                                 |
| Andréa Avancini     | Sama: Esposa de Boan, madre de su único hijo varón.                                                   |
| Daniel Erthal       | Isaac: Hijo de Pedael, hermano de Tema, futuro líder de la tribu de Neftalí,                          |
| Paulo Goulart Filho | Talmal: Gigante, aliado de los hebreos                                                                |
| Douglas Sampaio     | Rune: hebreo, esposo de Livana, valiente, Futuro líder de la tribu de Benjamin.                       |
| Ariela Massotti     | Laís: Hebrea misteriosa, futura esposa de Elías.                                                      |
| André Ramiro        | Jesana: Médico de Israel, futuro esposo de Darda                                                      |
| Felipe Folgosi      | Elieber: hebreo, hijo de Quemuel y Leia, hermano de Tobías y Samara, medio hermano de Aruna.          |
| Tatsu Carvalho      | Boán: hebreo, líder de la tribu de Rubén, Marido de Sama y Ruth.                                      |
| Ana Barroso         | Darda: hebrea, médica de Israel, futura esposa de Hesana, Madre de Chaia                              |
| João Bourbonnais    | Elías: vendedor de telas de Israel, padre de Jessica, futuro esposo de Laís.                          |
| Rafael Queiroz      | Fineas: hebreo, sacerdote, futuro sumo sacerdote, hijo de Eleazar y de Inés, futuro esposo de Debora. |
| Louise Marrie       | Ruth: Segunda Esposa de Boan, Madre de tres niñas.                                                    |
| Juliana Kelling     | Nezia: Esposa de Pedael, Hermana de Adelia .                                                          |
| Altair Rodrigues    | Eliazaf                                                                                               |
| Guggo Morales       | Samuel                                                                                                |
| Irán Gomes          | Zuma: Nubio, ex-esclavo en Jericó, guerrero y aliado de Israel                                        |
| Caetano O'Maihlan   | Setur                                                                                                 |
| Lino Correa         | Paltiel                                                                                               |
| Ray Erlich          | Adelia: Hermana de Nezia, exnovia de Tema, futura esposa de Isaac.                                    |
| Armando Amaral      | Elizafán                                                                                              |
| Dudu Oliveira       | Jogli                                                                                                 |
| Edu Porto           | Abel: Hebreo de la tribu de Quemuel, ex prometido de Samara.                                          |
| Zeca Carvalho       | Quenaz: hebreo, hermano de Caleb, padre de Otniel, Viudo de Yarin.                                    |
| Osmar Silveira      | Temá: Hijo de Pedael, hermano de Isacc, exnovio de Adelia                                             |
| Lucas Montandon     | Baltazar                                                                                              |
| Karen Mota          | Mandisa: Nubia, Esposa de Zuma, Madre de Bomani.                                                      |
| Antônio Carlos      | Bomani: Nubio, hijo de Zuma y Mandisa.                                                                |
| Regiane Cesnique    | Elisa                                                                                                 |
| Cristiane Machado   | Deborah: Futura Esposa de Fineas.                                                                     |
| Malu Stanchi        | Lila: Hermana menor de Salmón.                                                                        |
| Mário Meireles      | Gael: hebreo, hermano menor de Maquir, hijo menor de Haniel.                                          |

### Elenco cananeo
| Actor/Actriz            | Personaje                                                                                           |
| ----------------------- | --------------------------------------------------------------------------------------------------- |
| Igor Rickli             | Rey Marek, de Jericó                                                                                |
| Juliana Silveira        | Reina Kalesi, de Jericó                                                                             |
| Roberto Frota           | Rey Durgal, de Hai                                                                                  |
| Iran Malfitano          | Rey Yussuf, de Hai                                                                                  |
| Flávia Monteiro         | Reina Ravena, de Hai                                                                                |
| Carla Díaz              | Princesa Melina, de Hai, Exnovia de Iru.                                                            |
| Leonardo Franco         | Tibar: General del Rey Marek, de Jericó, Cliente de Rahab.                                          |
| Pedro Henrique Moutinho | Sandor: Hijo de Tibar, enamorado de Rahab.                                                          |
| Marcos Winter           | Merodac                                                                                             |
| Alexandre Liuzzi        | Jordi                                                                                               |
| Danilo Sacramento       | Arauto (Astronio)                                                                                   |
| Fernanda Nizzato        | Tiléia                                                                                              |
| Leticia Tommazela       | Liora                                                                                               |
| Yaçanã Martins          | Adara                                                                                               |
| Nica Bonfim             | Zaira                                                                                               |
| Cassia Sanches          | Najara                                                                                              |
| Antonio González        | Grok                                                                                                |
| Diego Amaral            | Eunuco Tupak                                                                                        |
| Daniel Villas           | Racom                                                                                               |
| Marcos Reis             | Kadmo                                                                                               |
| Castrinho               | Farduk                                                                                              |
| Gedivan Albuquerque     | Oreb                                                                                                |
| Roberto Lopes           | Kruga                                                                                               |
| Leandro Baumgratz       | Rafi                                                                                                |
| Ricardo Duque           | Rey Zareg, de Gibeón                                                                                |
| Marcelo Argenta         | Bogotai                                                                                             |
| Gustavo Novaes          | Racal                                                                                               |
| Joelson Medeiros        | Abul                                                                                                |
| Eduardo Magalhães       | Mireu: Soldado y mensajero del Rey Adonisedec de Jerusalén, hermano de Lina y futuro esposo de Ula. |
| Naiumi Goldoni          | Lina: Sirvienta de la taberna de Ula de Jerusalén, hermana de Mireu y futura esposa de Setur.       |
| Flávio Guedes           | Durgo: carcelero de las mazmorras de Jerusalén.                                                     |
| Marcelo Torreão         | Rey Hoan, de Hebrón                                                                                 |
| Gil Hernandes           | Rey Pirán, de Jarmut                                                                                |
| Rohan Horta             | Rey Jafia, de Laquis                                                                                |
| Fernando Val            | Rey Debir, de Eglón                                                                                 |

### Elenco infantil
| Actor/Actriz         | Personaje                                             |
| -------------------- | ----------------------------------------------------- |
| Frederico Volkmann   | Nobá (joven): Hermano de Rahab, de Zilai y Nira.      |
| Myrella Victória     | Lila (joven): Hermana de Salmón.                      |
| Miguel Costa         | Gael (joven): Hermano de Maquir, hijo de Haniel.      |
| Fabricio Assis       | Kalú                                                  |
| Letícia Peroni       | Princesa Úrsula, de Jerusalén, Hija de Adonisedec.    |
| Lorenzo Kronemberger | Zilai: Hijo de Mila y Orias, hermano de Rahab y Nobá. |
| Giulia Gatti         | Nira: Hija de Mila y Orias, hermano de Rahab y Nobá.  |
| Yasmin Franklin      | Kira: Hija de Tiléia y Rafi.                          |
| Dudu Varello         | Lagartito                                             |
| Matheus Leandro      | Coyote                                                |
| Mayke Carvalho       | Zucrim                                                |
| Davi Lima            | Zimba                                                 |
| João Fernandes       | Galimedes                                             |

### Presentando
| Actor/Actriz | Personaje                                             |
| ------------ | ----------------------------------------------------- |
| Priscila Uba | Tirsa: Esposa de Haniel y madrastra de Maquir y Gael. |

### Participaciones especiales
| Actor/Actriz     | Personaje                                                                        |
| ---------------- | -------------------------------------------------------------------------------- |
| Roberto Bomtempo | Rey Kamir, de Ai, exEsposo de Ula, Padre de Melina.                              |
| Mario Frías      | Rey Adonisedec, de Jerusalén                                                     |
| Rafaela Mandelli | Ula: Ex reina de Ai, Exesposa de Kamir, Madre de Melina, Futura esposa de Mireu. |

### Muertes
| Personaje                                                                                | Responsable                                                                           | Causa |
| ---------------------------------------------------------------------------------------- | ------------------------------------------------------------------------------------- | --- |
| Elieber (hebreo).                                                                        | Tarik.                                                                                | Es apuñalado por un cuchillo escondido que tenía el soldado Tarik y muere desangrado en los brazos de Aruna en la tienda de Darda. |
| Tarik (soldado de Jericó).                                                               | Soldado enmascarado (Aruna).                                                          | Muere por un flecha que le dio en el cuello. |
| Inat                                                                                     | Soldado de Jericó.                                                                    | Muere valiente y apuñalada por un soldado de Jericó, cuando se libra la batalla entre las mujeres hebreas y líderes tribales contra los soldados de Jericó, enviados a matar a Josué mientras los soldados se encontraban dolidos por consecuencia de la circuncisión. |
| Algunos soldados de Jericó.                                                              | Josué y otros soldados hebreos.                                                       | Mueren apuñalados. |
| Algunos soldados hebreos.                                                                | Tibar y otros soldados de Jericó (por orden del Rey Marek, Rey de Jericó).            | Mueren apuñalados. |
| Muralha (luchador del rey Marek).                                                        | Zuma (luchador del rey Durgal el cual fue obsequio para el rey Marek).                | Muere vencido por un combate ordenado por el rey Marek |
| Galimedes (líder de los lagartos pegajosos).                                             | Ninguno.                                                                              | Muere a causa de una tos incurable. |
| Usi (hebreo).                                                                            | Merodac (sacerdote de Jericó).                                                        | Muere sacrificado a los dioses Cananeos. |
| Adara (habitante de Jericó).                                                             | Léia y Samara (hebreas).                                                              | Muere envenenada al comer un pescado. |
| Liora (ramera de Jericó).                                                                | Tibar (orden de la reina Kalesi, por error para hacerle creer que Rahab está muerta). | Muere apuñalada por Tibar tras sacarle su corazón. |
| Sandor (hijo del general Tibar).                                                         | Tibar (accidentalmente).                                                              | Muere por una lanza para salvar a Rahab. |
| Racom (soldado de Jericó).                                                               | Tibar (por orden del Rey Marek a susurros).                                           | Muere cayendo de las murallas de Jericó |
| Merodac.                                                                                 | Ninguno.                                                                              | Muere aplastado por la estatua de Baal a la caída de las murallas de Jericó. |
| Farduk (dueño del prostíbulo).                                                           | Soldados hebreos.                                                                     | Muere apuñalado. |
| Grok (carcelero de las mazmorras de Jericó).                                             | Malaquías (hebreo).                                                                   | Muere apuñalado. |
| Kadmo (soldado de Jericó).                                                               | Tibar.                                                                                | Muere al partirle el cuello. |
| Tupak (eunuco de la reina Kalesi).                                                       | Rey Marek.                                                                            | Muere apuñalado. |
| Tibar (general de Jericó).                                                               | Salmón (hebreo).                                                                      | Muere al ser atravesado por un objeto tras caer perdiendo la batalla contra Salmón. |
| Rey Marek.                                                                               | Josué (líder de los hebreos).                                                         | Muere apuñalado en el intento de matar a Josué a las espaldas. |
| Reina Kalesi (reina de las serpientes).                                                  | Serpiente.                                                                            | Cae por la flecha de Zaqueo (hebreo) y termina muriendo mordida por una serpiente. |
| Rafi (habitante vendedor de canastas del reino de Hai).                                  | Rey Durgal.                                                                           | Muere por una flecha en la cacería humana de Durgal. |
| Guardias de la entrada de Hai.                                                           | Salmón y Malaquías.                                                                   | Mueren apuñalados. |
| Quenaz (hebreo).                                                                         | Soldado de Hai.                                                                       | Muere apuñalado durante la primera batalla de Hai. |
| Temá (soldado hebreo).                                                                   | Kamir (gobernador de Hai, posteriormente rey de Hai).                                 | Herido por una flecha, termina desangrado y muere agonizando en la tienda de Darda. |
| 36 guerreros de Israel.                                                                  | Soldados de Hai.                                                                      | Mueren por culpa de Acán. |
| Rey Durgal (Durgal el supremo, el magnífico, el invencible, etc).                        | Kamir y Ravena (sacerdotisa de Hai, posteriormente reina y sacerdotisa de Hai).       | Muere por una capa envenenada en un recorrido que hizo frente a su pueblo para demostrar su magnificencia, su superioridad ante el pueblo hebreo (porque estos perdieron la batalla) y su invencibilidad.                                                              |
| Acán (hebreo traidor).                                                                   | Pueblo hebreo.                                                                        | Muere apedreado y quemado. |
| Gibar (hebreo traidor).                                                                  | Pueblo hebreo.                                                                        | Muere apedreado y quemado. |
| Malaquías (hebreo traidor).                                                              | Pueblo hebreo.                                                                        | Muere apedreado y quemado. |
| Abel (hebreo).                                                                           | Samara.                                                                               | Muere envenenado por escorpiones. |
| Melina (princesa de Hai).                                                                | Yussuf (general de Hai, posteriormente rey de Hai).                                   | Muere en los brazos de Iru (hebreo) tras ser alcanzada por la flecha de Yusuff. |
| Jordi (sacerdote de Hai).                                                                | Ravena.                                                                               | Muere quemado para un sacrificio. |
| Rey Kamir (Kamir el poeta).                                                              | Ravena.                                                                               | Muere apuñalado escuchando una especie de poemas de la reina y sacerdotisa Ravena. |
| Zaira (dueña de un mesón en Hai, aprendiz de bruja, estudiante de Ravena).               | Comerciantes (accidentalmente).                                                       | Muere atropellada en el intento de acercarse a la reina y sacerdotisa Ravena. |
| Kruga (carcelero de las mazmorras de Hai).                                               | Soldados hebreos.                                                                     | Muere apuñalado. |
| Najara (sirvienta de la princesa Melina, amante de Yusuff a escondidas).                 | Soldados hebreos.                                                                     | Muere apuñalada. |
| Reina y sacerdotisa Ravena (señora de las llamas).                                       | Ella misma con sus propios hechizos de fuego.                                         | Muere quemada con sus propios hechizos de fuego en el intento de matar a Josué. |
| Rey Yussuf.                                                                              | Josué.                                                                                | Muere ahorcado. |
| 2 soldados hebreos de la escolta nocturna que resguarda el campamento.                   | Soldados del reino de Jerusalén.                                                      | Mueren apuñalados. |
| Maquir (hebreo).                                                                         | Soldado de Jerusalén.                                                                 | Muere por una lanza para salvar a Rune (hebreo). |
| Racal (sacerdote del reino de Gibeon).                                                   | Mara (hebrea)                                                                         | Muere asfixiado después de haber sido apuñalado por Irú (hijo de Caleb). |
| Bogotai (general de Gibeon).                                                             | Dios hebreo.                                                                          | Muere quemado por entrar al tabernáculo en intento de matar a Fineas (sacerdote hebreo). |
| 2 soldados de Jerusalén (cuidadores de la entrada a la sala secreta del rey Adonisedec). | Abul (general de Jerusalén).                                                          | Mueren apuñalados. |
| Abul.                                                                                    | Rey Adonisedec.                                                                       | Muere envenenado con el propio veneno con el cual intentaba envenenar al rey Adonisedec. |
| Soldado guardia de los prisioneros.                                                      | Mara.                                                                                 | Muere apuñalado por Mara y ella escapa. |
| Tobías (hebreo).                                                                         | Rey Adonisedec.                                                                       | Muere sacrificado a los dioses cananeos. |
| Mara.                                                                                    | Mercader de esclavos.                                                                 | Muere por un cuchillo que le lanzaron en el vientre y los dioses cananeos se la llevan. |
| Algunos soldados de Jerusalén.                                                           | Hebreos.                                                                              | Mueren apuñalados. |
| Algunos soldados de Jerusalén.                                                           | Dios hebreo (mediante poder divino).                                                  | Mueren durante la lluvia de piedras que envió el Dios de los hebreos a los cananeos durante la batalla. |
| Rey Jafia (rey del reino de Laquis).                                                     | Josué.                                                                                | Muere ahorcado. |
| Rey Hoan (rey del reino de Hebrón).                                                      | Josué.                                                                                | Muere ahorcado. |
| Rey Debír (rey del reino de Eglon).                                                      | Josué.                                                                                | Muere ahorcado. |
| Rey Pirán (rey del reino de Jarmuth).                                                    | Josué.                                                                                | Muere ahorcado. |
| Rey Adonisedec (rey entre los reyes).                                                    | Josué.                                                                                | Muere ahorcado entre los otros 4 reyes cananeos. |
| Quemuel (hebreo).                                                                        | Soldado de Jerusalén.                                                                 | Muere apuñalado y termina desangrado en los brazos de Aruna por culpa de Samara. |
| Inés (hebrea).                                                                           | Ninguno.                                                                              | Muere de causas naturales en los 10 años. |
| Mila (ex habitante de Jericó, madre de Rahab).                                           | Ninguno.                                                                              | Muere de causas naturales en los 10 años. |
| Orias (ex habitante de Jericó, padre de Rahab).                                          | Ninguno.                                                                              | Muere de causas naturales en los 10 años. |
| Samara.                                                                                  | Ninguno.                                                                              | Muere en los brazos de Zaqueo en 10 años después de huir del campamento hebreo tras la muerte de su padre Quemuel la cual ella misma provocó. |
| Léia.                                                                                    | Ninguno.                                                                              | Muere de causas naturales en otros 10 años. |
| Josué.                                                                                   | Dios.(de causas naturales)                                                            | Muere de causas naturales en los brazos de Aruna con la edad de 110 años. |